# Protoribates varisetiger
Protoribates varisetiger är en kvalsterart som först beskrevs av Wen, Aoki och Xiaolin Wang 1984.  Protoribates varisetiger ingår i släktet Protoribates och familjen Protoribatidae. Inga underarter finns listade i Catalogue of Life.